# Lea Niako

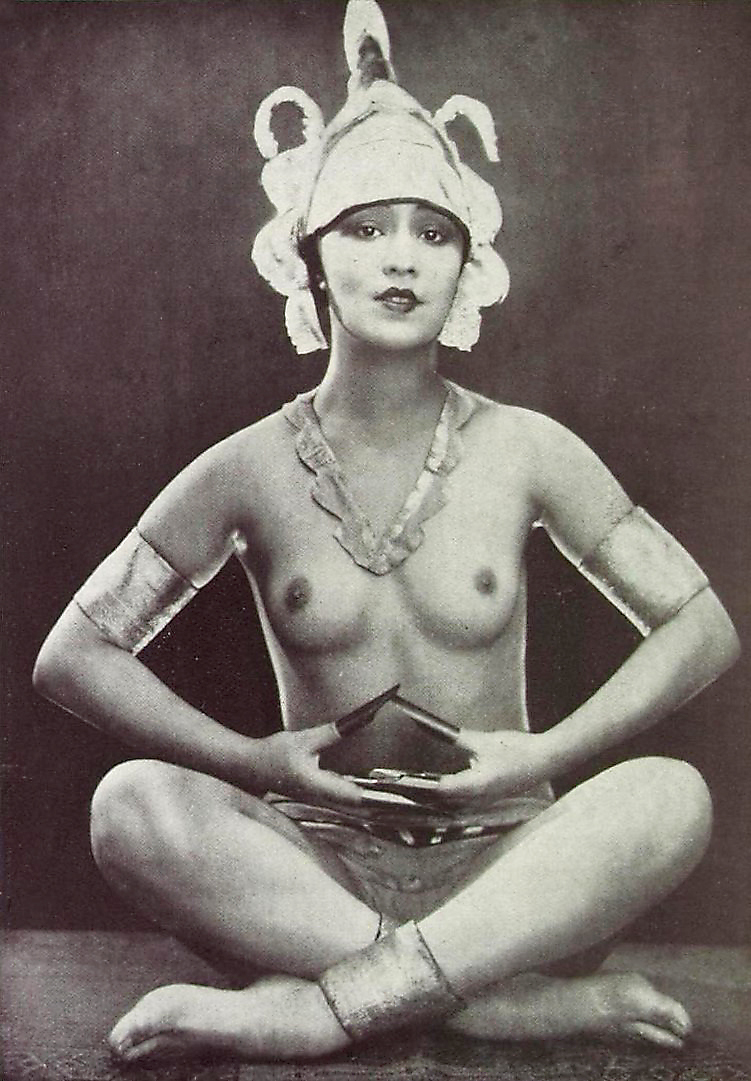
Lea Niako zu Beginn ihrer Karriere als Tänzerin (Foto von Wilhelm Willinger, etwa 1927)

Lea Niako (* 13. April 1908 als Lea Rosa Kruse in Hamburg; † 8. Februar 1996 ebenda) war eine deutsche Tänzerin und Schauspielerin.

## Leben und Wirken

### Herkunft und Ausbildung
Die geborene Lea Kruse kam 1908 in Hamburg als Tochter der ledigen Henny Kruse (1885–1944) und eines namentlich unbekannten Persers zur Welt. Ihre Mutter stammte von der Insel Fehmarn und soll damals Schauspielerin, ihr Vater hingegen ein Händler aus Odessa gewesen sein. Mit ihrer gelegentlichen Selbstdarstellung als Indochinesin verschleierte Lea Niako ihren tatsächlichen familiären Hintergrund.
Niako, die ihre ersten Bühnenerfahrungen bereits als Kind gesammelt und ihre Mutter im Rahmen von deren Theatertätigkeit auf Tourneen im In- und Ausland begleitet hatte, besuchte zunächst eine Höhere Töchterschule und absolvierte sodann eine Ballettausbildung.

### Frühe Karriere

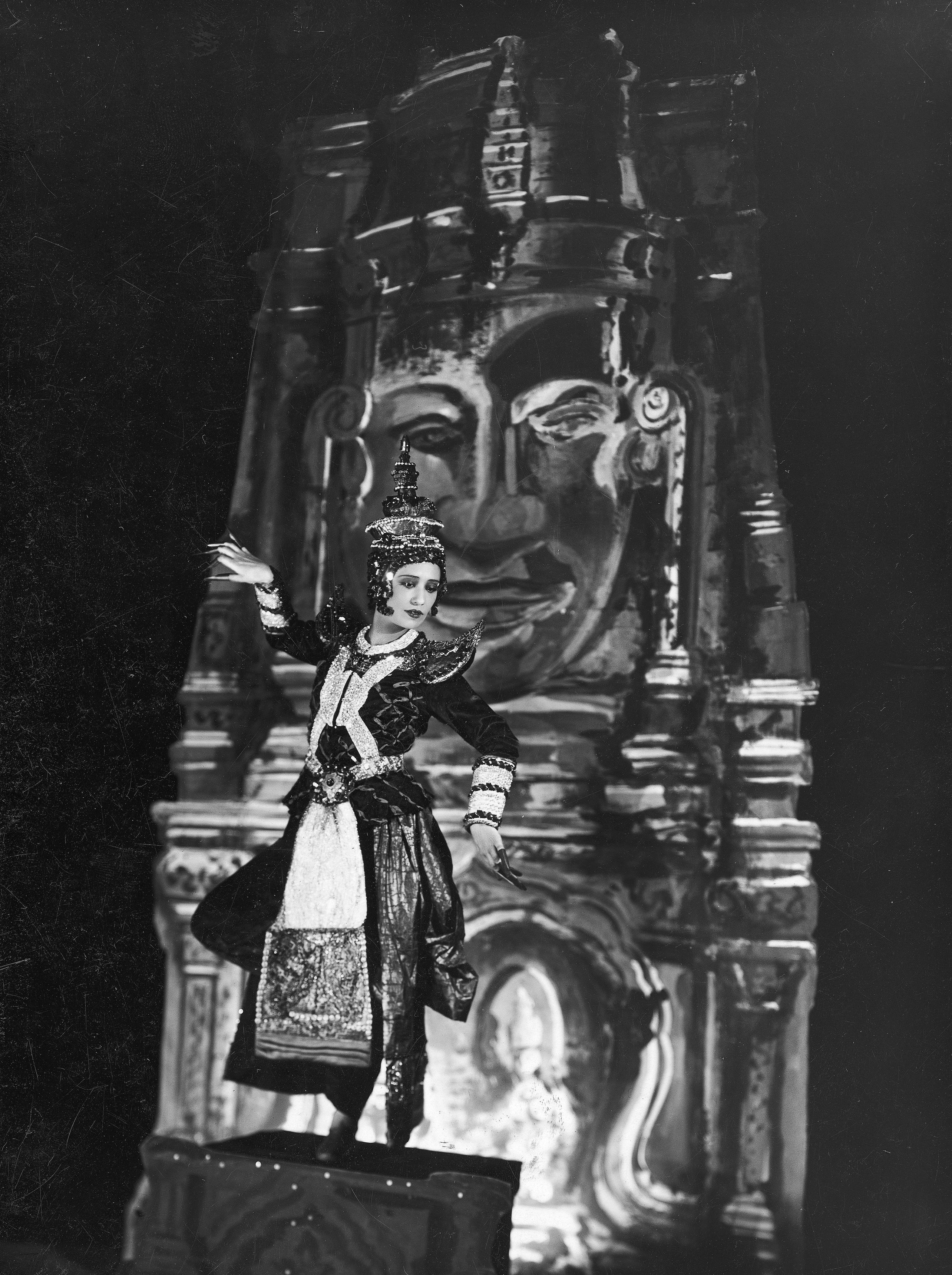
Auftritt Niakos in Warschau (etwa 1932)

Während ihrer Arbeit bei einer Kunstgesellschaft in Montparnasse, Paris, wurde Lea Niako als Tänzerin entdeckt. Ihre eigentliche Tanzkarriere begann im Sommer 1926, als sie am 4. Juli im Olympia, einer Music Hall in Paris, auftrat. Bei ihren Auftritten war Niako meist nur minimal bekleidet und bot dem Publikum einen exotischen, teils unerwartet modernen Tanzstil. In Spanien studierte sie lokale Volkstänze und zählte Isaac Albéniz und Joaquín Turina zu ihren bevorzugten Komponisten. Niakos Stil kann dem damals in Deutschland populären Nackttanz als künstlerischem Ausdruck von Moderne und Emanzipation zugeordnet werden. Hierdurch erfreute sie sich großer Beliebtheit in illustrierten Zeitschriften.
Niako erlangte neben ihrer Präsenz in Frankreich auch weitere internationale Bekanntheit und trat in ganz Europa auf. Über ihr erfolgreiches Gastspiel im Wiener Apollo-Theater, das sogar von der kubanischen Zeitung Diario de la Marina rezipiert wurde, schrieb die Kritik im Herbst 1926: „Die 18jährige Tänzerin Lea Niako bezeugt wieder einmal, daß vollendete Nacktheit künstlerisch wirkt.“ Des Weiteren absolvierte sie in den Jahren 1927 bis 1929 Auftritte in Portugal, unter anderem im Teatro São Luiz in Lissabon. Während ihres Aufenthalts in Portugal wurde Niako von António Soares, einer Schlüsselfigur der portugiesischen Moderne, gemalt.
1929 begab sich Niako auf eine Tour durch Spanien, auf der sie unter anderem im Círculo de Bellas Artes in Madrid und in Cartagena auftrat. Anschließend kehrte sie nach Paris zurück. In den Jahren 1932 und 1933 tourte Niako durch Polen.
1928 gelang Niako der Einstieg in die Filmbranche, als sie in Rino Lupos portugiesischem Stummfilmdrama Fátima Milagrosa besetzt wurde. In ihrem zweiten Filmauftritt 1931 spielte sie die Rolle von Li-Ti im spanischen Film La Carta von Adelqui Migliar, einer Adaption des 1929 in den USA erschienenen Dramas The Letter von Jean de Limur.
Bei den Dreharbeiten zu Fátima Milagrosa im Jahr 1927 soll Niako Opfer einer Entführung geworden sein. Ein deutschsprachiger Verehrer habe sie gefangen genommen und zur Boca-do-Inferno-Schlucht in Cascais gebracht, wo ihr schließlich die Flucht gelungen sei. Der Entführer wurde nie gefasst, der Vorfall sorgte jedoch für die steigende Berühmtheit Niakos in Portugal.

### Verhaftung von Jerzy Sosnowski

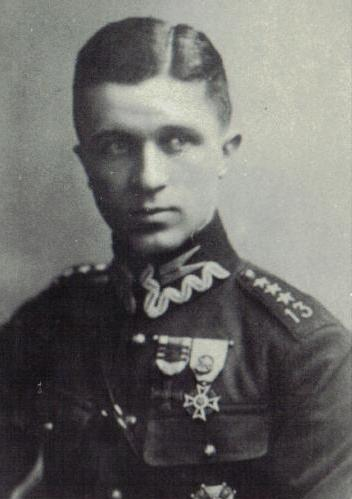
Jerzy Sosnowski

1934 war Lea Niako in die Verhaftung des polnischen Spions Jerzy Sosnowski verwickelt. Sie hatte den Offizier Sosnowski im Oktober 1933 bei einem Auftritt im Royal Hotel in Budapest kennengelernt und ging kurz darauf eine Beziehung mit ihm ein. Sosnowski, der seit 1926 in Berlin lebte, gelangte durch Affären mit drei Sekretärinnen des Reichswehrministeriums in den Besitz von Dokumenten und Kopien streng vertraulicher deutscher Militärkorrespondenz. Darunter waren auch Einzelheiten über die anstehende deutsche Mobilisierung und die geheime Zusammenarbeit mit der Sowjetunion. Unter dem Vorwand, er würde sie zu einem berühmten Filmstar machen, nahm er Lea Niako nach Berlin mit, wo er ihr von seiner Spionagetätigkeit erzählte, eventuell, um sie zu seiner Komplizin zu machen. Niako soll auf die Enthüllung allerdings panisch reagiert haben. Nachdem sie von Sosnowskis Affären erfahren hatte, vertraute sie sich einer Bekannten an. Diese gab die Informationen ohne Niakos Kenntnis an die SS weiter.
Die Abwehr entlarvte zur gleichen Zeit eine der beteiligten Sekretärinnen und stellte die Verbindung zu Sosnowski her. Die Abwehr beobachtete Sosnowski bereits seit 1932, da der schnelle Aufstieg des polnischen Offiziers in Berlin für Aufsehen gesorgt hatte. Niako bedauerte, Sosnowski ausgeliefert zu haben und zog ihre Aussage zurück, die SS führte inzwischen jedoch eigene Ermittlungen gegen ihn durch. Zwei polnische Spione, die Ende Januar 1934 von der Abwehr festgenommen wurden, gaben ebenfalls ihre Verbindung zu Sosnowski preis. Unter Josef Kubitzky von der Gestapo wurde letztendlich die Festnahme des Spions beschlossen.
Sosnowski war sich seiner bevorstehenden Verhaftung bewusst; möglicherweise war er von Niako gewarnt worden. Dennoch veranstaltete er am 24. oder 27. Februar eine große Abschiedsfeier, auf der Niako spanische Tänze zum Besten geben sollte. Während der Festlichkeiten wollte Sosnowski heimlich nach Warschau fliehen. Die Gestapo kannte den Plan allerdings, setzte Agenten auf der Party als Kellner und Garderobenfrauen ein und verhinderte so seine Flucht. Die Berichte über seine Verhaftung sind unstimmig. Ob die Nacht während weiterer Feiern in seiner Wohnung in der Lützowuferstraße 36 endete oder ob die Party sich zu einer Orgie entwickelte, bei der die Festnahme stattfand, ist unklar.
Nach der Verhaftung wurden beide gemeinsam verhört und stritten alle Vorwürfe zunächst ab. Unter vier Augen wurde Niako aber nervös und gestand Sosnowski, dass die SS durch sie von seinen Aktivitäten erfahren hatte. Sosnowski stellte sie daraufhin als seine Komplizin dar und beschuldigte sie unter anderem der versuchten Beihilfe zur Flucht. Zudem hatte er Niako unter dem Codenamen Antoinette 2-31 als eine seiner Agenten registriert. Während der Vorwürfe gegen sie verhielt sich Niako weitgehend passiv, woraufhin sie ebenfalls festgenommen wurde. Im anschließenden Prozess war sie die einzige von Sosnowskis Geliebten, die er nicht in Schutz nahm. Niakos Bestrafung blieb jedoch aus, nachdem Walter Schellenberg sie persönlich verhört und für sie interveniert hatte. Mithilfe von Joseph Goebbels und Julius Schaub stellte Schellenberg sie in seinem Büro ein. Damit einher ging die Drohung einer Wiederaufnahme der Strafverfolgung, sofern sie nicht mit ihm kooperiere. Niakos Beziehung zu den NS-Behörden galt seitdem als angespannt. Auch ihre Karriere als Tänzerin litt auffallend unter ihrer früheren Affäre mit dem polnischen Spion.

### Leben in NS-Deutschland

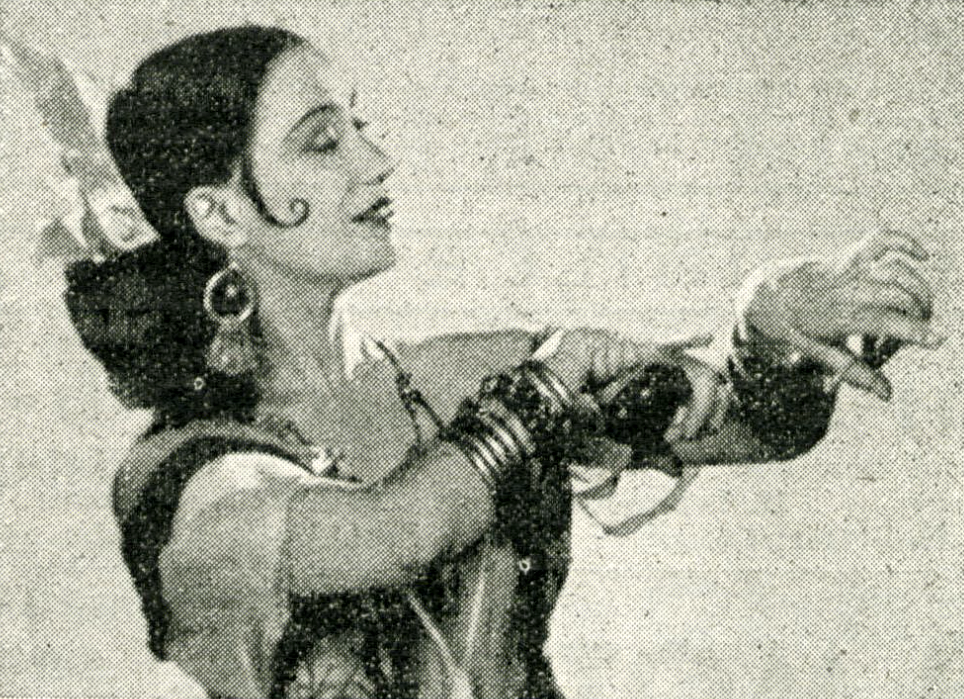
Pressefoto, etwa 1950

Über Niakos Leben in den Diensten von Walter Schellenberg ist nichts bekannt. Versuche, ihre Tanzkarriere wiederzubeleben, unterband Joseph Goebbels mit der Begründung, ihre Rückkehr in die Öffentlichkeit wäre durch die Sosnowski-Affäre nicht opportun. Letztendlich verhalf Goebbels Niako dann doch zu einem Vertrag mit dem Deutschen Opernhaus, wenngleich sie dort nur selten zum Einsatz kam. Am 8. März 1937 trat Niako auf der Volksbühne in Berlin auf, bevor sie im Januar 1938 wegen Verrat verhaftet und zu neun Monaten Gefängnis verurteilt wurde. Nach ihrer kurz darauffolgenden Begnadigung hatte sie 1938 und 1939 zwei weitere Auftritte auf der Volksbühne. Auch wenn Niako nicht mehr nackt auftrat, behielt sie ihren exotisch-akrobatischen, von verschiedenen Volkstänzen beeinflussten Tanzstil bei.
1939 wandte sich Niako persönlich an Adolf Hitler, der ihr ein Engagement bei der UFA verschaffte. Weiterhin verhandelte Niako erfolglos mit Hitlers Adjutanten Alwin-Broder Albrecht.
Im Jahr 1939 trat Niako gemeinsam mit der spanischen Tänzerin María Esparza auf einer Wohltätigkeitsveranstaltung in Berlin auf. Ebenfalls 1939 sollte Niako eine Rolle in Karl Ritters Propagandafilm Legion Condor bekommen, der in Spanien gedreht wurde. Allerdings wurde der Filmdreh nach Produktionsstart am 7. August bereits am 1. September wieder abgebrochen. Später erschien Niako in Erich Waschnecks Filmdrama Zwischen Hamburg und Haiti (1940) und in Herbert Selpins Propagandafilm Carl Peters (1941). Nach den Dreharbeiten zu Carl Peters tourte sie wieder sporadisch mit Tanzeinlagen durch Deutschland. So tanzte sie am 4. Januar 1941 im Theater am Kurfürstendamm. Am 25. Januar 1941 trat sie im Festspielhaus Salzburg mit „verschiedenen Nationaltänzen“ im Rahmen der von der KdF organisierten Veranstaltung „Abend der Nationen“ auf. Weitere Auftritte fanden am 2. November 1942 im Beethovensaal in der Köthener Straße sowie am 21. Mai 1943 im Kleinen Theater in Baden-Baden statt. 1944 war sie für Wehrmachtstourneen verpflichtet. Im selben Jahr starb ihre Mutter, die zugleich ihre Managerin war und bei ihren Auftritten für Bühnenbild und Kostüme gesorgt hatte.

### Späte Jahre
Niako überlebte den Zweiten Weltkrieg und auch die Nachkriegszeit. Die Entnazifizierung wurde ihr zunächst verwehrt, da sie von Joseph Goebbels „finanzielle Vorteile“ erhalten habe. Ihr letzter bekannter Auftritt fand am 21. November 1950 im Hotel Esplanade in Berlin statt. Am 6. August 1952 verehelichte sie sich in ihrer Geburtsstadt Hamburg und zog sich ins Privatleben zurück. Sie starb am 8. Februar 1996 im Alter von 87 Jahren.

## Vermächtnis
Niakos Affären sowie die Verbindung zum NS-Regime wurden später von zahlreichen Autoren aufgegriffen und weiter ausgeschmückt. Der Regisseur Géza von Cziffra behauptete beispielsweise, sie habe ab 1933 eine sexuelle Beziehung zu Hitler unterhalten. Die geheimen Treffen seien von Hitlers Chefadjutant Wilhelm Brückner geplant worden. Der Historiker Bill Niven kam 2018 zu dem Schluss, dass Cziffras Memoiren auf „unbegründeten Spekulationen“ beruhten. Einzig Hitlers Beteiligung an Niakos UFA-Vertrag sei möglich, ihre Beziehung wäre allerdings nie darüber hinaus gegangen. Gemutmaßt wurde ferner, dass Niako „Liebhaberin von Naziführern“ wie Goebbels, Albert Speer und Heinrich Himmler gewesen sei.
2020 stellte der polnische Autor Marek Łuszczyna die unbegründete Hypothese auf, Niako sei eine deutsche Spionin gewesen, die Sosnowski im Auftrag des Naziregimes verführt habe. Der katalanische Autor Joan-Daniel Beszonoff veröffentlichte 2017 einen historischen Roman basierend auf der Geschichte Sosnowskis, in dem Niako eine tragende Rolle spielt. Der Roman mit dem Titel La Ballarina de Berlín („Die Ballerina von Berlin“) porträtiert Niako als hinterhältige Verführerin Sosnowskis im Namen ihrer Nazi-Vertrauten.

## Filmografie
- 1928: Fátima Milagrosa
- 1931: La Carta
- 1939: Legion Condor
- 1940: Zwischen Hamburg und Haiti
- 1941: Carl Peters